# Doha Diamond League
Doha Diamond League é um meeting internacional de atletismo que acontece anualmente em Doha, Catar, desde 2007. Ele integra a Liga de Diamante e é sediado no estádio do Qatar Sports Club, sendo disputado no mês de maio.